# Paha (Mond)
Paha (systematische Bezeichnung S/2001 (47171) 1) ist ein Mond des Plutinos (47171) Lempo, der aus zwei Hauptkörpern besteht. Das ganze System ist das erste bekannte Asteroiden-Mehrfachsystem im Kuipergürtel.

## Entdeckung und Benennung
Paha wurde am 8. Dezember 2001 von den Astronomen Chadwick A. Trujillo und Michael E. Brown durch Beobachtungen des Systems mit dem Hubble-Weltraumteleskop entdeckt. Die Entdeckung wurde am 10. Januar 2002 bekanntgegeben; der Mond erhielt die vorläufige Bezeichnung S/2001 (47171) 1.
Am 5. Oktober 2017 gab das Minor Planet Center den Namen Paha bekannt. Paha ist – wie Hiisi – einer der Helfer des Gottes Lempo aus der finnischen Mythologie. Nach Lempo und Hiisi sind die beiden anderen Komponenten des Systems benannt worden.
Seit der Entdeckung der Begleiter wurde die Bezeichnung „(47171) 1999 TC36“ offiziell für die größte Komponente des Systems (A1) verwendet, während für die kleinere Komponente (A2) die Bezeichnung S/2007 (47171) 1 und für den weiter entfernten Mond S/2001 (47171) 1 galt. Doch wird der Name oft auch für das ganze System verwendet. Inoffiziell wird der Mond daher zuweilen auch als „(47171) 1999 TC36 B“ oder einfach nur „B“ bezeichnet.
Das Lempo-System wurde durch mehrere weltraumgestützte sowie erdbasierte Teleskope beobachtet. Im Dezember 2017 lagen insgesamt 331 Beobachtungen über einen Zeitraum von 43 Jahren vor.

## Eigenschaften

### Umlaufbahn
Paha umkreist das gemeinsamen Schwerpunkt des Systems auf einer Umlaufbahn in 7411 km Abstand (etwa 54,5 A1- bzw. 59,1 A2-Radien). Die Bahnexzentrizität und Bahnneigung sind gegenwärtig noch nicht bestimmt.
Die Umlaufzeit von Paha beträgt 50 Tage 7 Stunden und 15 Minuten. Sein Orbit liegt weit innerhalb des Hill-Radius von 590.000 km, jedoch auch weit außerhalb des synchronen Orbits.

### Größe
Die genaueste Durchmesserbestimmung (Geometrisches Mittel) Pahas liegt bei 132 km, beruhend auf der geschätzten Dichte von 0,64 g/cm³ sowie dem entsprechenden angenommenen gleichen Rückstrahlvermögen von 7,9 %. Der Mond weist damit rund die Hälfte der Durchmesser des Hauptkörpers (48,6 %) und des Begleiters (52,6 %) auf. Das Größenverhältnis liegt daher grob bei 2:2:1, was im Sonnensystem einzigartig ist.
Ausgehend von einem mittleren Durchmesser von 132 km ergibt sich eine Oberfläche von knapp 55.000 km², was knapp der Fläche Kroatiens entspricht.
| Jahr                                         | Abmessungen km     | Quelle         |
| -------------------------------------------- | ------------------ | -------------- |
| 2009                                         | 135,0 +022,0−018,0 | Benecchi u. a. |
| 2010                                         | 139,0 +022,0−018,0 | Benecchi u. a. |
| 2012                                         | 132,0 +08,0−09,0   | Mommert u. a.  |
| Die präziseste Bestimmung ist fett markiert. |                    |                |

### Innerer Aufbau
Die ungewöhnlich geringe mittlere Dichte von 0,64 g/cm³ ist ein Hinweis darauf, dass es sich nicht um einen kompakten Körper handelt, sondern dass das Objekt ein Rubble Pile sein dürfte, eine Ansammlung von Staub und Gesteinen, die von Hohlräumen durchsetzt ist. Die Porosität wird auf bis zu 68 % geschätzt.
Pahas Masse ließ sich auf 7,5 · 1017 kg berechnen; die Gesamtmasse des Systems beträgt etwa 1,3 ∙ 1019 kg.
Die mittlere Oberflächentemperatur beträgt 44–45 K (−229 bis −228 °C).

## Entstehung
Bislang existieren zwei Hypothesen zur Entstehung des Dreifachsystems. Entweder kam es durch eine große Kollision zustande, nach der sich das ganze System aus der entstandenen Akkretionsscheibe neu formierte, oder die dritte Komponente wurde durch den bereits bestehenden Doppelasteroiden gravitativ eingefangen. Die ähnlichen Größen und Massen der A1 und A2–Komponenten begünstigen letztere Hypothese.